# Clavatula colini
Clavatula colini là một loài ốc biển, là động vật thân mềm chân bụng sống ở biển trong họ Clavatulidae.